# Vae Victus
Vae Victus és una novel·la de ficció històrica de l'escriptor català Albert Sánchez Piñol publicada l'any 2015 per l'editorial La Campana. L'obra narra quatre noves aventures de l'enginyer Martí Zubiría, protagonista de l'anterior novel·la del mateix autor, Victus. El llibre comença el 12 de setembre de 1714, després de la caiguda de Barcelona davant els exèrcits borbònics. Zubiría ens segueix explicant les seves aventures al llarg del segle xviii que el portaran per Amèrica del Nord, Catalunya, França, Londres, Alemanya i Nova Zelanda.
Escrita originalment en castellà, ha estat traduïda al català per Xavier Pàmies el mateix any 2015.

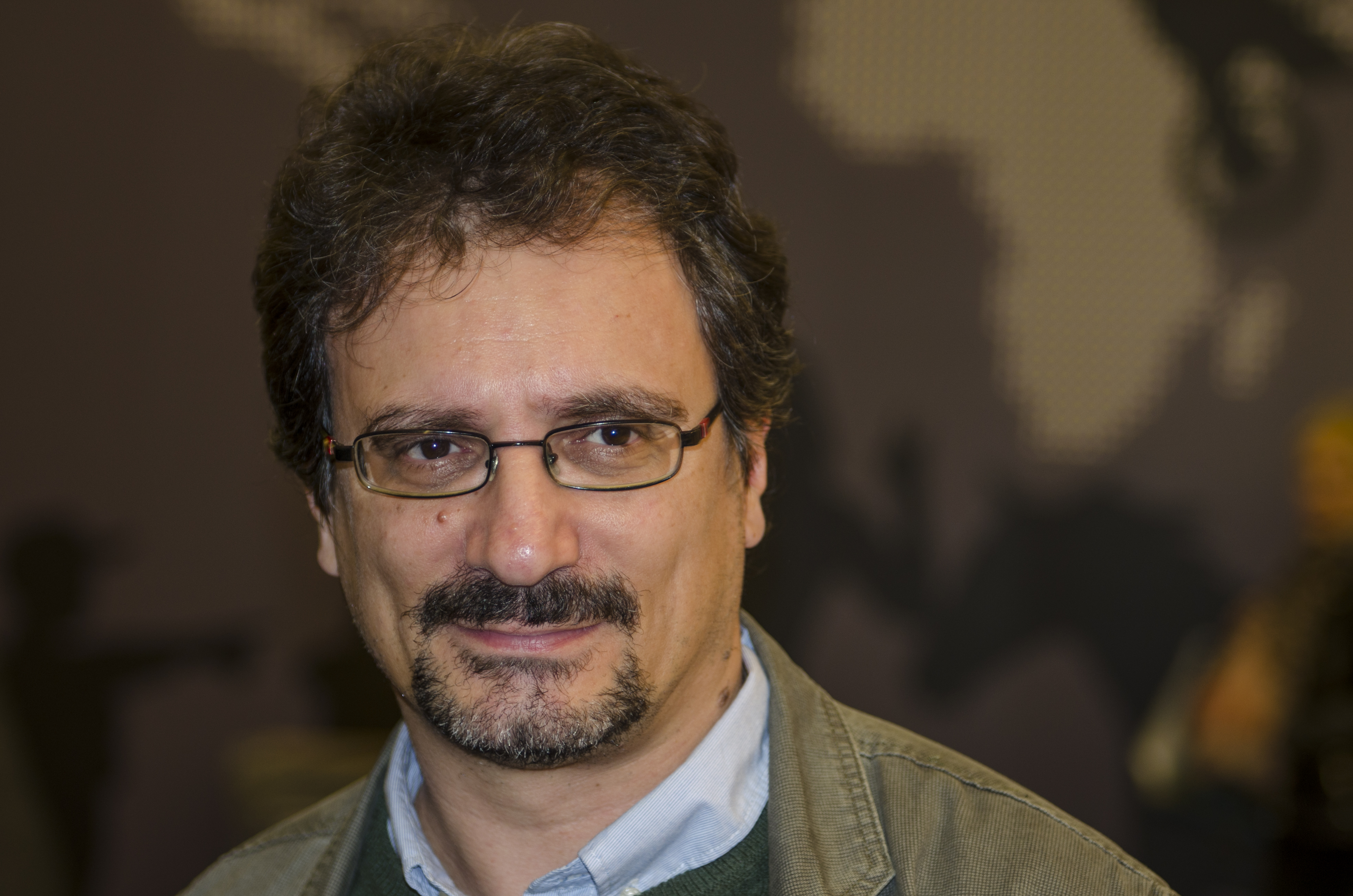
Albert Sánchez Piñol a la Fira del Llibre de Göteborg de 2014.

## Argument
La novel·la ens narra les aventures de Marti Zuviría després de la desfeta de Barcelona l'11 de setembre de 1714 i està dividida en quatre parts que ell explica a la seva criada Waltraud quan té pels volts de 100 anys i es troba a l'exili.

### Americanus
Zuviría, fugint de Barcelona, després de la derrota de la ciutat a la Guerra de Successió Espanyola, és enganyat pel capità del vaixell "Palmarin" que el porta a la colònia americana de Carolina del Sud, concretament a l'enclavament de Port Royal. Allà serà segrestat per un grup d'indis yamasee i acabarà enamorant-se de la Mausi, una princesa índia, i convertint-se en la mà dreta de Caesar, un cabdill indi que encapçalarà la revolta d'una aliança indígena contra els colons de Carolina del Sud. En la guerra que succeeix la revolta indígena, Zuviría fa servir els seus coneixements militars adquirits a Barcelona per dirigir l'exèrcit yamasee en la guerra que es dona entre Port Royal i Charles Town.
Les aventures d'en Martí Zuviría a Amèrica el lligaran a la Mausi, en Caesar i un jovenet anomenat "Avi", al qual adoptarà com a fill. En aquesta part de la novel·la, es descriuen de forma vívida les relacions socials que s'estableixen entre els colons i els nadius americans, mostrant-nos la crueltat de l'esclavisme i l'explotació.

### Hispaniensis
Zuviría torna d'Amèrica i arriba a Bordeus, on serà capturat i tancat en una cel·la durant dos anys. Després d'aquest captiveri, serà alliberat pel James Fitz-James Stuart, que el convencerà per tornar a Catalunya i participar en la contesa que va enfrontar França i Espanya en la Guerra de la Quàdruple Aliança, aquesta vegada al costat del famós guerriller català Pere Joan Barceló i Anguera, conegut com a Carrasclet.
Zuviria participarà en la campanya que va portar l'exèrcit format per guerrillers catalans a ocupar Navarra, mentre Carrasclet ocupava la ciutat de Reus, i que acabarà amb un tractat de pau que desfarà els últims contingents de combatents catalans que lluitaven per reinstaurar les Constitucions i Llibertats. Al final del capitol, en Marti Zuviria ens narra com va assassinar el duc de Berwick vint anys després, quan aquest assetjava la ciutat alemanya de Philippsburg.

### Magna Parens
Zuviría torna a Barcelona per enfrontar-se al seu etern enemic Joris Prosper Van Verboom. Aquest personatge, conegut com el carnisser d'Anvers, s'havia convertit en un dels símbols de la desfeta de Barcelona el 1714 i de la repressió posterior contra la població catalana. Zuviría aprofita els coneixements que havia adquirit amb els indis americans i aconsegueix enverinar-lo, gràcies a l'ajuda d'El Nen, un jove que porteriorment descobrirà que era l'Anfan.

### Australis
Amb 70 anys, Zuviría acaba relacionant-se amb una llotja masònica a la ciutat de Londres gràcies al seu rang d'enginyer militar. El cap d'aquest grup, Joseph Banks, l'anima a participar en una expedició a bord del vaixell Endeavour del capità James Cook que acabarà amb el descobriment de Nova Zelanda. i amb el posterior abando d'en Marti Zuviría i el seu company Llompart a l'illa dels indis maoris

## Personatges

### Personatges principals
- Martí Zuviria: Protagonista i narrador de l'obra. Format com a enginyer militar a Bazoches, servirà primer a l'exèrcit de les Dues Corones, a l'exèrcit dels Aliats en la defensa de Barcelona el 1714, als indis yames de Carolina del Sud, la Quàdruple Aliança, etc.

### Personatges secundaris
- George Chicken, el Penjapollastres: Esclavista de Carolina del Sud, que s'enfrontarà a en Marti Zuviria en diverses ocasions i acabarà dirigint l'exèrcit que sufoca la revolta dels yames.

- Pierre: Esclavista i suposat pare de l'Avi, que participarà en les guerres entre yames i colons americans.

- Waltraud: Escriptora de l'obra que narra en Martí Zuviria. Personatge de ficció.

- Peret: Personatge de ficció. És el cuidador d'en Martí Zuviria des de petit, i l'ajuda a amagar-se just després de la caiguda de Barcelona el 1714.

- Pere Joan Barceló i Anguera, Carrasclet. Dirigent de la guerrilla i exèrcit que intentarà conquerir el Principat de Catalunya i restablir els constitucions i llibertats catalanes.

- Francesc de Castellví i Obando: Abans de la caiguda de Barcelona havia estat capità de la Coronela, i ajudarà en Martí Zuviria a amagar-se i fugir de la ciutat per escapar de la repressio borbònica.

- Joris Prosper Van Verboom: Enginyer militar, també conegut com «el carnisser d'Anvers». Tindrà una gran rivalitat amb en Martí Zuviria, fins al punt de tancar-lo 2 anys a la preso. Finalment, serà assassinat per en Martí Zuviria.

- James Cook: Explorador i cartògraf anglès que dirigirà la descoberta de Nova Zelanda on també hi participa en Martí Zuviria.
- James Fitz-James Stuart, duc de Berwick: Alliberarà en Marti Zuviria del seu captiveri a Bordeus i participa en la guerra al front de Navarra.
- "Avi": Fill bastard d'un colo nord-americà, es convertirà en el fill adoptiu d'en Martí Zuviria.
- Mausi: Germana del cabdill indi Caesar, tindrà una relació amorosa amb en Martí Zuviria.
- Anfan, "El Nen": Encara que no se'l reconeix al principi, és l'affillat que en Marti Zuviria pensava que havia mort a Barcelona el 1714. Colabora en l'assassinat de Van Verboom aprofitant-se del fet que forma part del seu servei personal.
- Joseph Banks: Líder d'una lògia maçona anglesa que acaba convencent en Martí Zuviria perquè vagi a Nova Zelanda, i al final l'abandona allà.